# Municipio de Welton
Welton Township es un municipio del condado de Clinton, Iowa, Estados Unidos. Según el censo de 2020, tiene una población de 489 habitantes.
Es una subdivisión exclusivamente geográfica, por cuanto el estado de Iowa no utiliza la herramienta de los townships como gobiernos municipales.

## Geografía
La subdivisión está ubicada en las coordenadas 41°54′21″N 90°36′40″O / 41.90583, -90.61111. Según la Oficina del Censo de los Estados Unidos, tiene una superficie total de 83.07 km², correspondientes en su totalidad a tierra firme.

## Demografía
Según el censo de 2020, hay 489 personas residiendo en la zona. La densidad de población es de 5.9 hab./km². El 95.50 % de los habitantes son blancos, el 0.41 % son afroamericanos, el 0.20 % es amerindio, el 0.41 % son asiáticos, el 0.41 % son de otras razas y el 3.07 % son de una mezcla de razas. Del total de la población, el 0.82 % son hispanos o latinos de cualquier raza.